# Mycodrosophila kabakolo
Mycodrosophila kabakolo är en tvåvingeart som beskrevs av Burla 1954. Mycodrosophila kabakolo ingår i släktet Mycodrosophila och familjen daggflugor. Inga underarter finns listade i Catalogue of Life.